# Szürke selyemgomba
A szürke selyemgomba (Amanita vaginata) a kalaposgombák rendjén belül a galócafélék családjába tartozó Amanita nemzetség egyik nyersen mérgező, Magyarországon is gyakori gombája.

## Jellemzői
Kalapja világos vagy sötétebb szürke, szürkésbarna; széle mindig erősen bordázott; burokmaradványok csak nagyon ritkán maradnak rajta; átmérője 4‑8 (‑15) cm. Lemezei fehéresek, néha sárgás árnyalatúak, sűrűn és szabadon állók. Tönkje szürkésfehér, legfeljebb halvány márványszerű mintázattal; 5‑15 cm hosszú, gallérja nincs; a bocskor szintén fehéres, kétharmada többnyire a föld alatt van. A gomba húsa egységesen fehér, vizenyős, igen törékeny; illata és íze jellegtelen. Spórapora fehér; a spórák gömbölyűek, méretük 8‑12 μm.

## Előfordulása
Lombos- és fenyőerdőkben egyaránt előforduló gyökérkapcsolt gomba, amely kedveli a savanyú talajokat. Augusztustól októberig terem.

## Hasonló fajok
A szürke selyemgomba elsősorban az Amanita nemzetség gallérral nem rendelkező fajait gyűjtő Amanitopsis alnemzetség (selyemgombák) típusfaja. Régebben valamennyi ide sorolható gombát A. vaginata-ként azonosítottak, a nem szürkés kalapú példányokat pedig változatnak tekintették. Az egyes fajokat azonban máig nem sikerült egyértelműen elkülöníteni. A hasonló fajok közé tartozik az A. badia, amelynek kalapja barnás-feketés szürke színű és az okkeres árnyalatú, nagyobb A. lividopallescens.

## Mérgezése
A szürke selyemgomba nyersen mérgező; főzés után ehető, de fogyasztása így sem ajánlott.

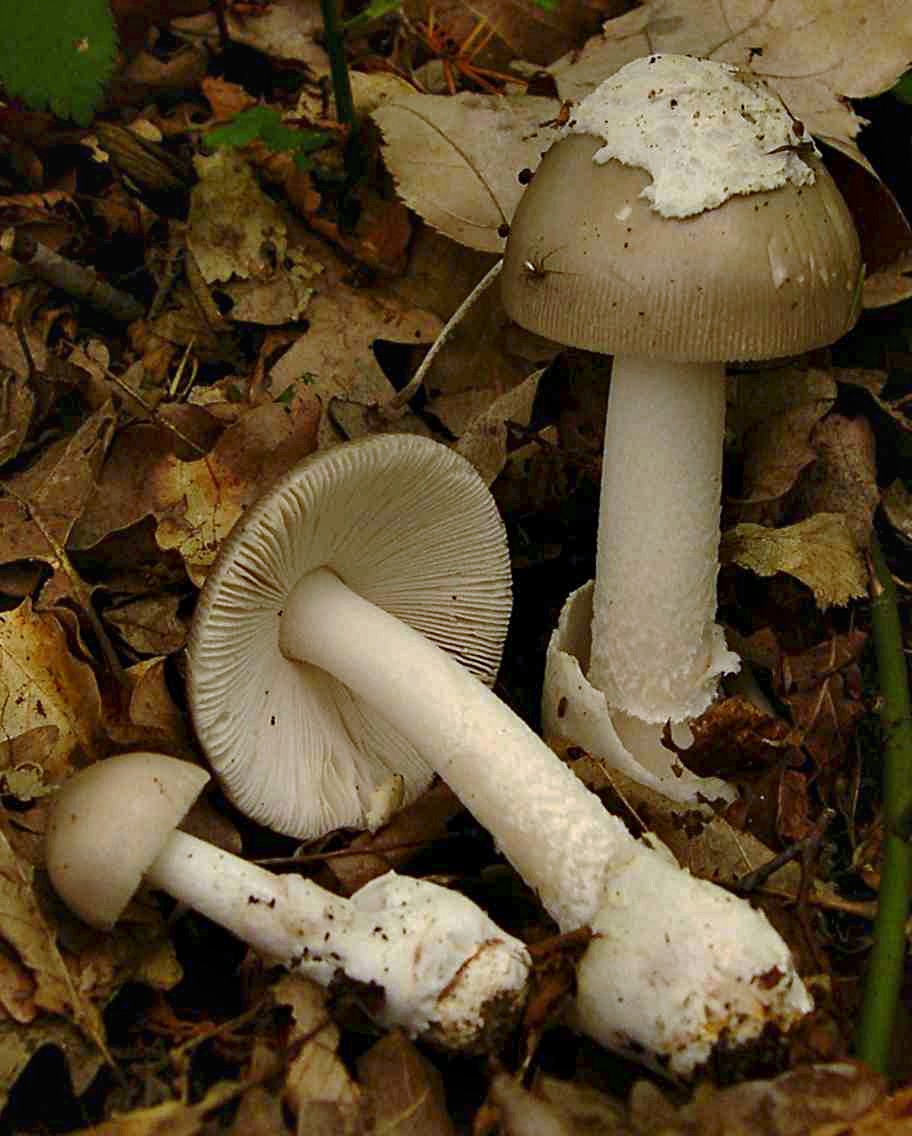
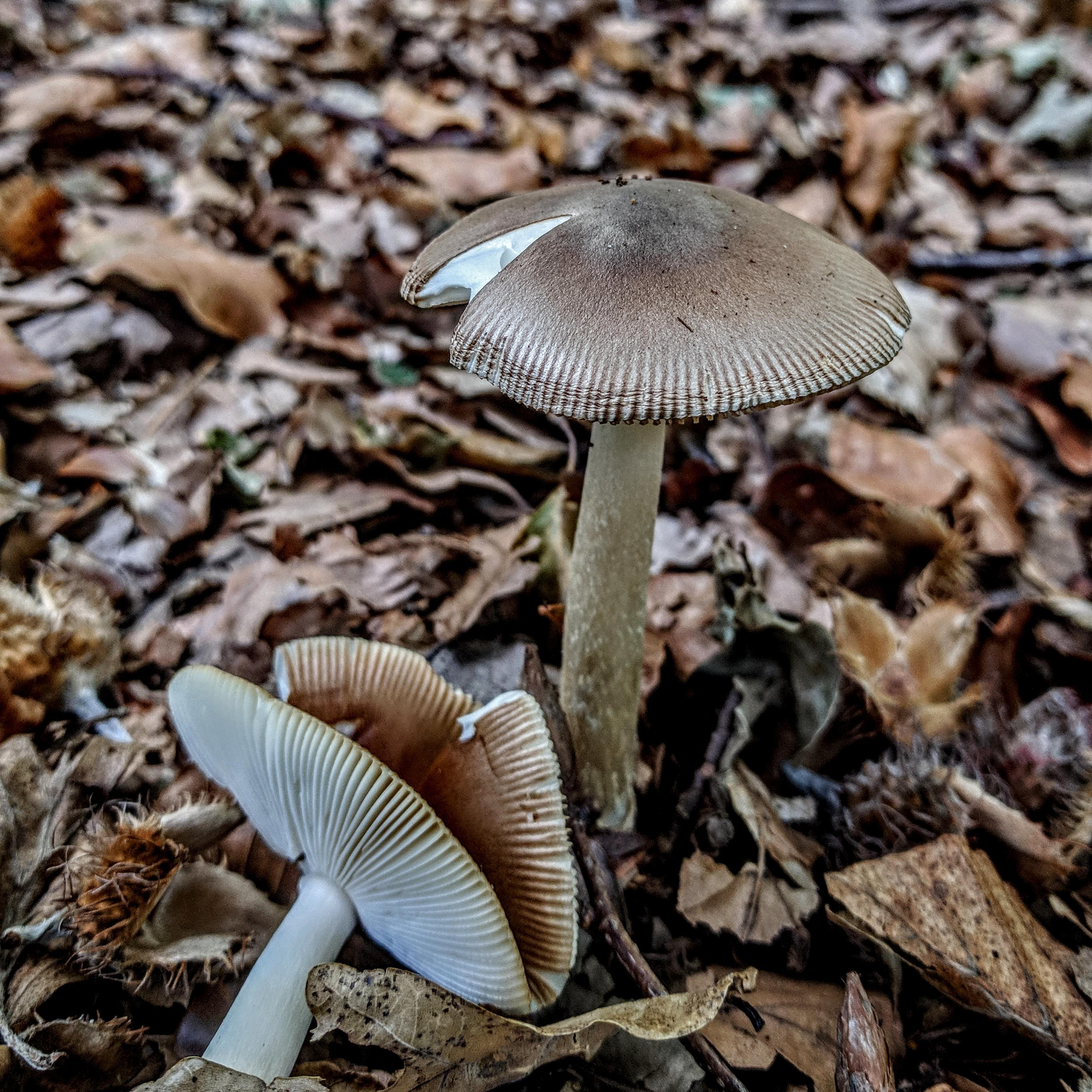
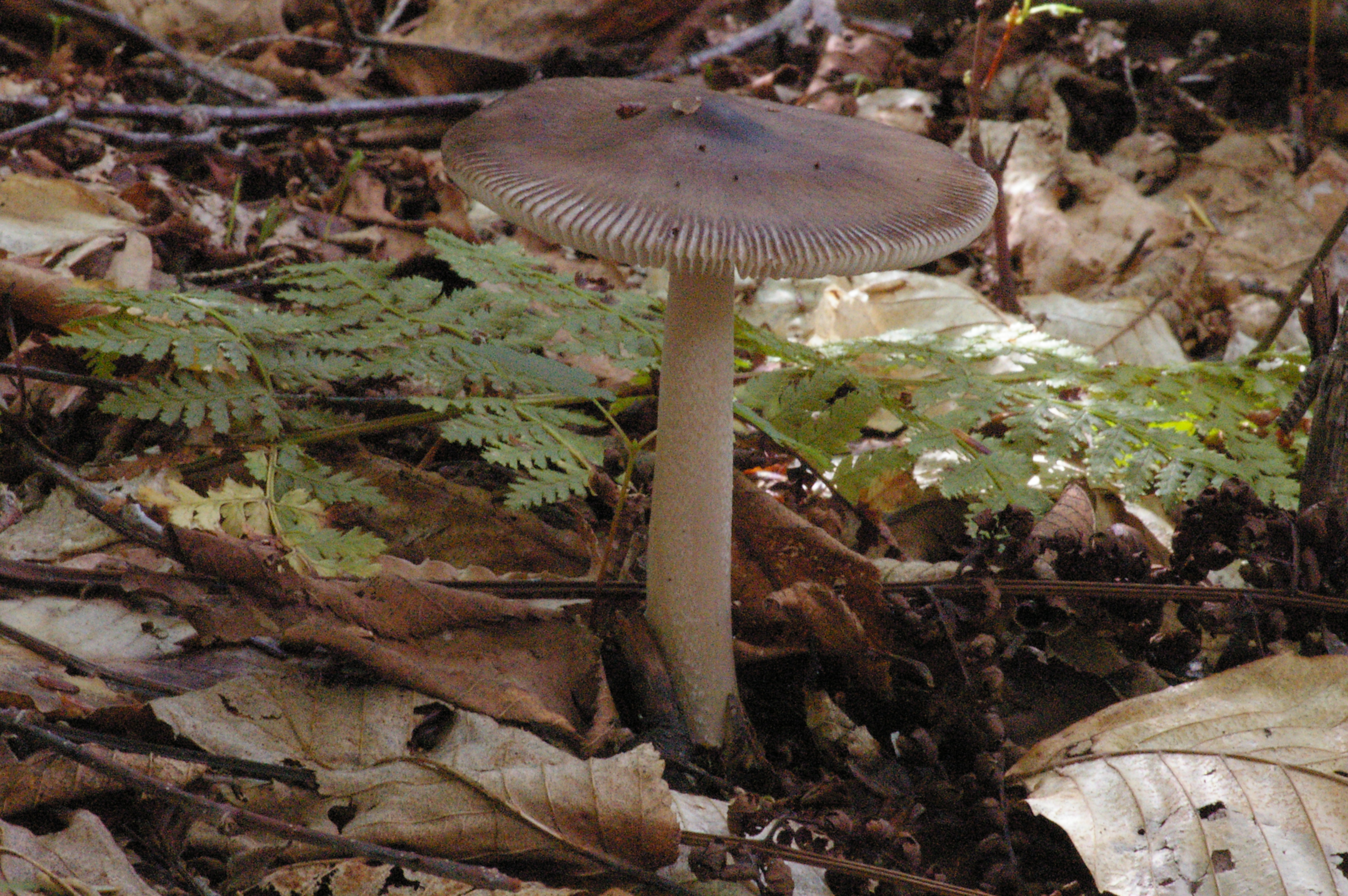
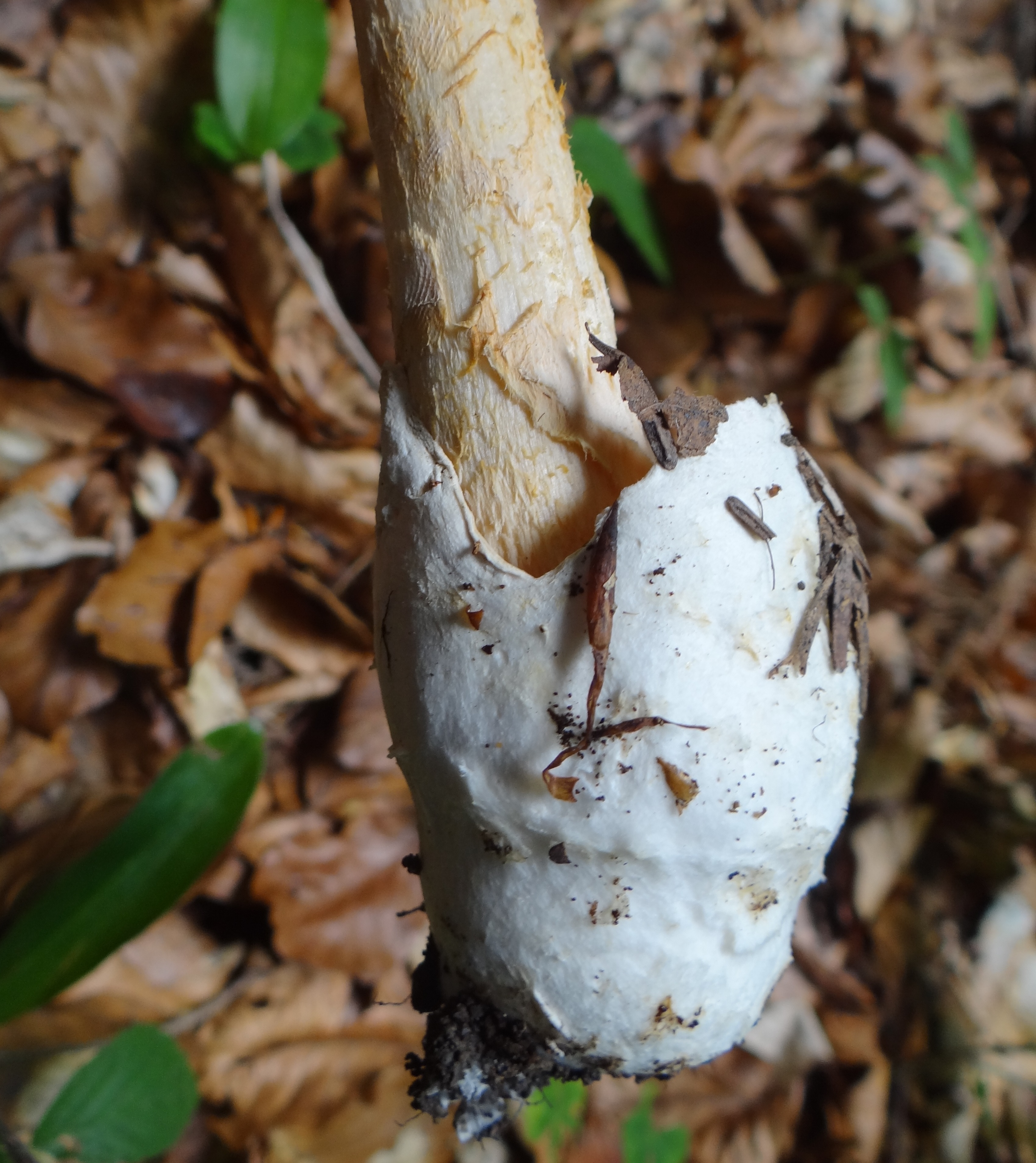
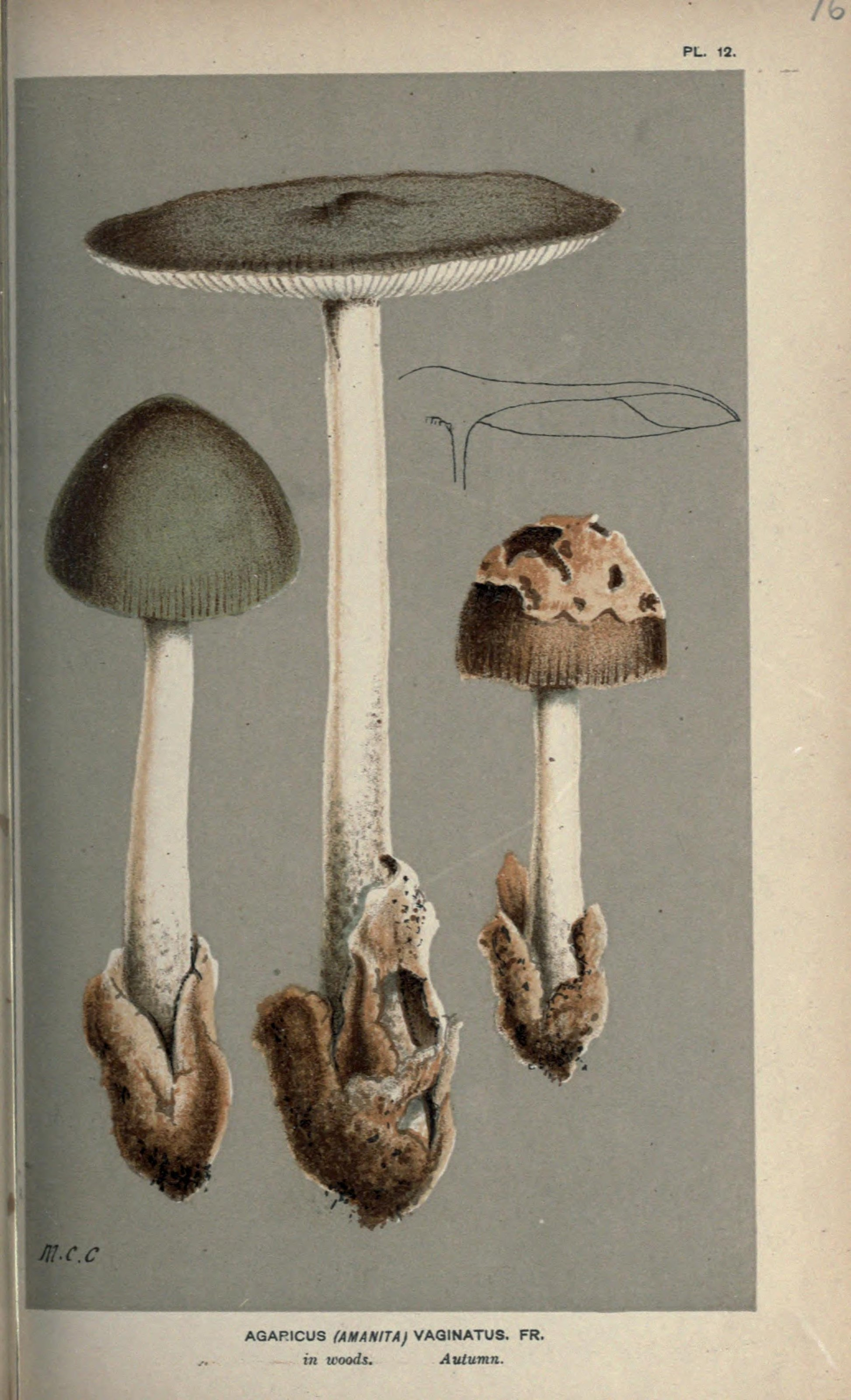